# 計画行列
計画行列（けいかくぎょうれつ、英: design matrix）とは、統計学において、いくつかの統計モデル、たとえば一般化線形モデルで用いられる行列である。
指示変数 (indicator variable) を含むことがある。指示変数は1かゼロの値をとり、グループに帰属するか否かを示す。
計画行列の利点は、多種類の実験計画や統計モデルを表現できることである。
たとえば分散分析や共分散分析、線形回帰などである。

## 例

### 一方向分散分析
一方向の分散分析を3群、7観測について行う例である。計画行列の第1列は y の総平均のモデルである。残りの3列は各観測の各群への帰属を表わす。ここで第1群は最初の3観測であり、残りの2群はそれぞれ2観測からなる。
{\displaystyle {\begin{bmatrix}y_{1}\\y_{2}\\y_{3}\\y_{4}\\y_{5}\\y_{6}\\y_{7}\end{bmatrix}}={\begin{bmatrix}1&1&0&0\\1&1&0&0\\1&1&0&0\\1&0&1&0\\1&0&1&0\\1&0&0&1\\1&0&0&1\end{bmatrix}}{\begin{bmatrix}\mu \\\tau _{1}\\\tau _{2}\\\tau _{3}\end{bmatrix}}+{\begin{bmatrix}u_{1}\\u_{2}\\u_{3}\\u_{4}\\u_{5}\\u_{6}\\u_{7}\end{bmatrix}}}